# Iggy Azalea
Amethyst Amelia Kelly (Sídney, 7 de junio de 1990), más conocida por su nombre artístico Iggy Azalea, es una rapera, compositora y modelo australiana. Antes de cumplir 16, viajó a Estados Unidos en busca de oportunidades para su carrera como cantante de hip hop, y allí fue descubierta por el rapero estadounidense T.I.. Su nombre artístico es una mezcla del nombre de su perra mascota de la infancia, Iggy, y la calle principal del barrio donde creció, Azalea Street.
Azalea alcanzó la fama en 2014 con el lanzamiento de su primer álbum de estudio titulado The New Classic, el cual alcanzó la tercera posición del Billboard 200 y fue certificado con disco de platino. El álbum incluyó el éxito «Fancy», colaboración con la cantante británica Charli XCX que logró la primera posición en los principales conteos de Canadá, los Estados Unidos y Nueva Zelanda. Asimismo, también cuenta con los temas «Work», con el que ingresó a las listas de los Estados Unidos y el Reino Unido, así como «Black Widow», colaboración con la cantante británica Rita Ora, que llegó a los diez primeros en diversos países de América y Europa. Tras múltiples problemas personales, múltiples sencillos con poco recibimiento comercial y dos renuncias de sellos discográficos entre 2016 y 2018, Azalea publicó su segundo álbum de estudio In My Defense en 2019, y este alcanzó la posición 50 del Billboard 200.
Entre sus reconocimientos, Azalea ha sido ganadora en los American Music Awards y los Teen Choice Awards en dos ocasiones. Igualmente, ha recibido múltiples nominaciones a los Premios Grammy, MTV Video Music Awards y MTV Europe Music Awards. También ha sido reconocida por medios de su país e internacionales como una de las australianas más influyentes.

## Biografía y carrera musical

### 1990-2010: Primeros años y viaje a los Estados Unidos
Iggy Azalea nació en el 7 de junio de 1990 en Sídney, Australia, bajo el nombre de Amethyst Amelia Kelly, hija de Brendan Kelly, un pintor e historietista de ascendencia irlandesa, y Tanya Kelly, una camarera de pisos. Tras su nacimiento, su familia se trasladó al pueblo de Mullumbimby, Nueva Gales del Sur, ubicado al norte de Sídney, donde vivieron en una casa hecha con ladrillos de barro construida por ellos mismos. Posteriormente, nació su hermana menor, Esmeralda Kelly. Azalea comenzó a rapear a los catorce años de edad y explicó durante una entrevista con la revista Complex que el arte realizado por su padre siempre la inspiró e influyó en sus letras. Previo a su carrera como solista, Azalea formó parte de un grupo conformado por ella y dos amigas de su barrio, que finalmente se disolvió porque ella consideraba que las otras dos chicas no se tomaban el trabajo en serio. A fin de mudarse a los Estados Unidos, Azalea dejó la secundaria y comenzó a trabajar junto a su madre para ahorrar dinero. Al respecto, comentó haber odiado siempre la secundaria debido a que no tenía amigos, sufrió acoso escolar por su vestimenta y además de que no se mostraba interesada por ninguna clase salvo por la de arte. También añadió que su interés por viajar a los Estados Unidos se debía a que se sentía «fuera de lugar» en su país puesto que en Australia los raperos locales no llegan a tener muchas oportunidades, muy a diferencia de los Estados Unidos donde existen sellos discográficos exclusivos para los géneros urbanos.
Antes de cumplir dieciséis, Azalea viajó a Miami, Florida, donde obtuvo su GEG y residió con una exención de visa durante seis años. Inicialmente, sus padres no apoyaron su idea de irse a vivir a los Estados Unidos, por lo que Azalea tuvo que mentir y decirles que simplemente se iba de vacaciones con motivo de su cumpleaños. Tras vivir un corto período de tiempo en Miami, se mudó a Houston, Texas, y más tarde a Atlanta, Georgia, donde trabajó con uno de los miembros del colectivo Dungeon Family. Posteriormente, Azalea conoció a un miembro del sello Interscope Records, quien la llevó a Los Ángeles, California, en verano (hemisferio norte) de 2010. Sin embargo, decidió abstenerse a firmar un contrato por la discográfica y más tarde comenzó a subir vídeos de manera independiente en su cuenta de YouTube. Para crear su nombre artístico, Azalea juntó el nombre de su perra mascota de la infancia, Iggy (labrador retriever), con el nombre de la calle donde creció, Azalea Street.

### 2011-2012: Inicios musicales yGlory

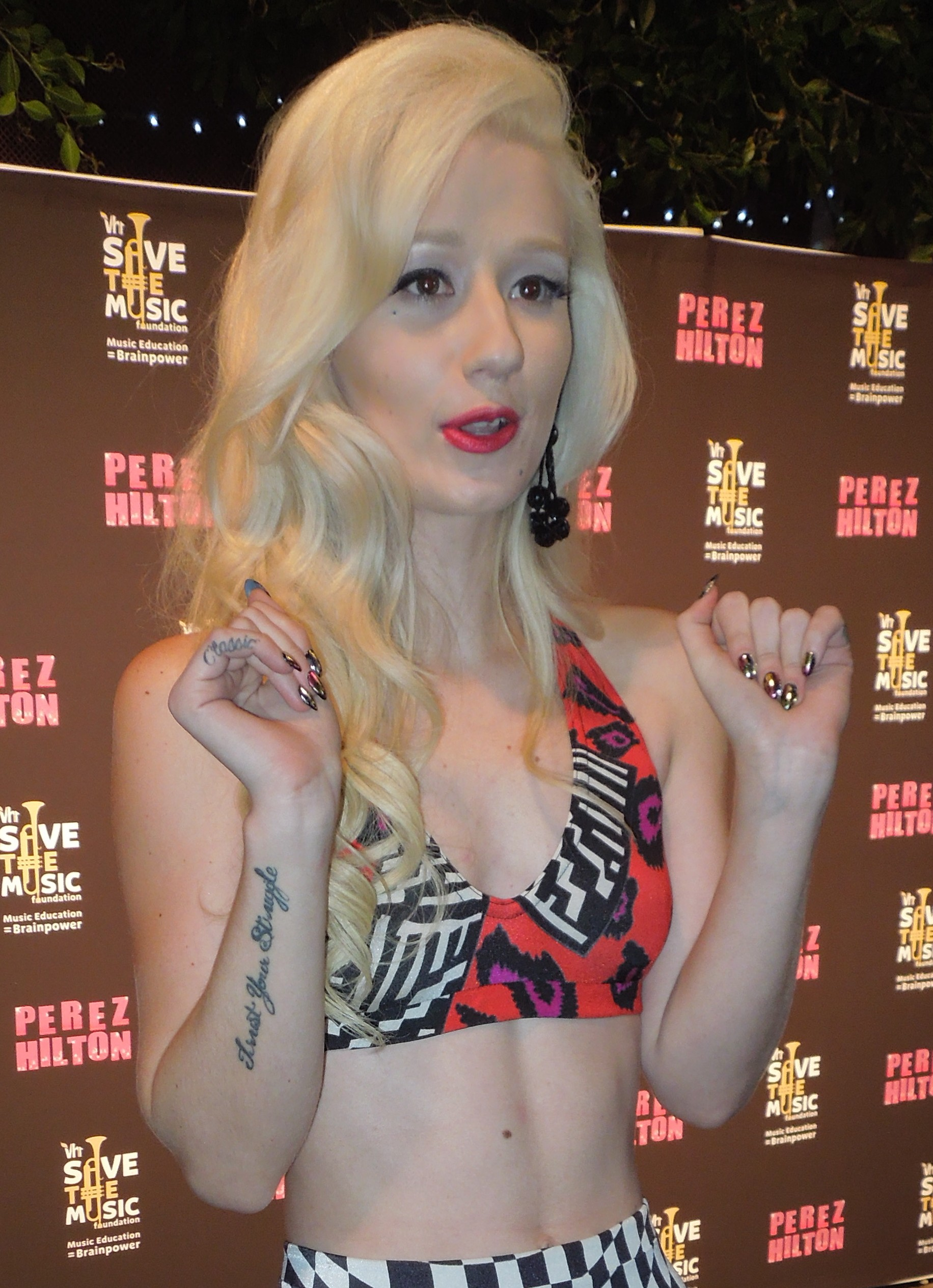
Azalea en septiembre de 2012.

A inicios de 2011, publicó el videoclip de su primera canción independiente, «Pu$$y». En septiembre del mismo año lanzó su primer mixtape, Ignorant Art, el cual creó con la intención de «redefinir los viejos ideales», aunque ella misma aseguró que fue «un proyecto fallido». Azalea continuó lanzando canciones independientes y apareciendo en vídeos de otros artistas. En diciembre reveló que su primer álbum de estudio, The New Classic, sería lanzado tan pronto como encontrara una mayor discográfica. En una entrevista con la revista Billboard en enero de 2012, Azalea insinuó que firmaría un contrato discográfica con Interscope Records, y que además esperaba que su primer sencillo se publicase en marzo de ese mismo año, sucedido por The New Classic en junio. Más tarde, Azalea pidió al rapero estadounidense T.I. durante una llamada telefónica que fuese el productor ejecutivo de su álbum. Puesto que Interscope rechazó a T.I. como productor ejecutivo del disco, Azalea decidió no firmar con la discográfica e ingresó a Grand Hustle Records, sello creado por T.I. en el 2003. En marzo, se lanzó «Murda Bizness» como sencillo; inicialmente se pretendía que fuese el sencillo líder de The New Classic, pero más tarde se decidió que fuese el de Glory, primer extended play de Azalea.
Durante el primer trimestre del año, diversos productores se unieron al proceso de creación y desarrollo de The New Classic. En abril, T.I. confirmó que Azalea no ingresaría de manera oficial a su sello discográfica, y que se estaba negociando que firmase con Def Jam. En mayo, Azalea colaboró en la canción «Beat Down» de Steve Aoki y Angger Dimas, y en junio lanzaría «Millionaire Misfits», segundo sencillo de Glory. Un mes más tarde, el EP sería finalmente lanzado, constando de un total de seis canciones. En octubre, Azalea lanzó su segundo mixtape, TrapGold, además de realizar distintas apariciones públicas junto a T.I. y embarcarse en una pequeña gira por Norteamérica junto a la cantante británica Rita Ora. Por otro lado, Azalea ingresó a la Wilhelmina Models International, Inc. para intentar crear una carrera como modelo.

### 2013-2015:The New Classicy éxito internacional
Durante enero y febrero de 2013, mientras aún trabajaba en el primer sencillo de The New Classic, Azalea fue telonera de Rita Ora en su Radioactive Tour, el cual constaba de diversos espectáculos en el Reino Unido. En plena gira, comenzó a interpretar su primer sencillo, «Work», el cual más tarde estrenó en BBC. Dos días después, se anunció que Azalea había firmado con Mercury Records. Al mes siguiente, fue estrenado el videoclip de «Work» y Azalea comenzó a abrir los espectáculos europeos del Life Is Good Tour del rapero Nas. Tras la promoción, «Work» alcanzó la posición número diecisiete del UK Singles Chart y obtuvo la certificación de plata por parte de la BPI por vender 200 000 copias. En los meses siguientes, Azalea participó en distintos festivales musicales del Reino Unido, incluyendo el iTunes Festival, del cual lanzó su segundo extended play. Posteriormente, el segundo sencillo de The New Classic, «Bounce», debutaría en la décima tercera posición en el Reino Unido. Gracias a su rendimiento durante el año, Azalea fue nominada a los MTV Video Music Awards de 2013 como artista a mirar. En septiembre, lanzó su tercer sencillo, «Change Your Life», colaboración con T.I. que más tarde alcanzaría la décima posición del UK Singles Chart, pasando a ser su canción mejor posicionada y también la primera en ingresar a los diez primeros. En octubre, Azalea volvió a Australia para ser telonera de los espectáculos del The Mrs. Carter Show World Tour de la cantante Beyoncé. Durante los MTV Europe Music Awards, celebrados en noviembre, Azalea acompañó al cantante Robin Thicke durante la presentación de su sencillo «Blurred Lines». Esa misma noche, Azalea contaba con dos nominaciones: mejor artista australiano y mejor artista push, aunque no logró salir victoriosa en ninguna.

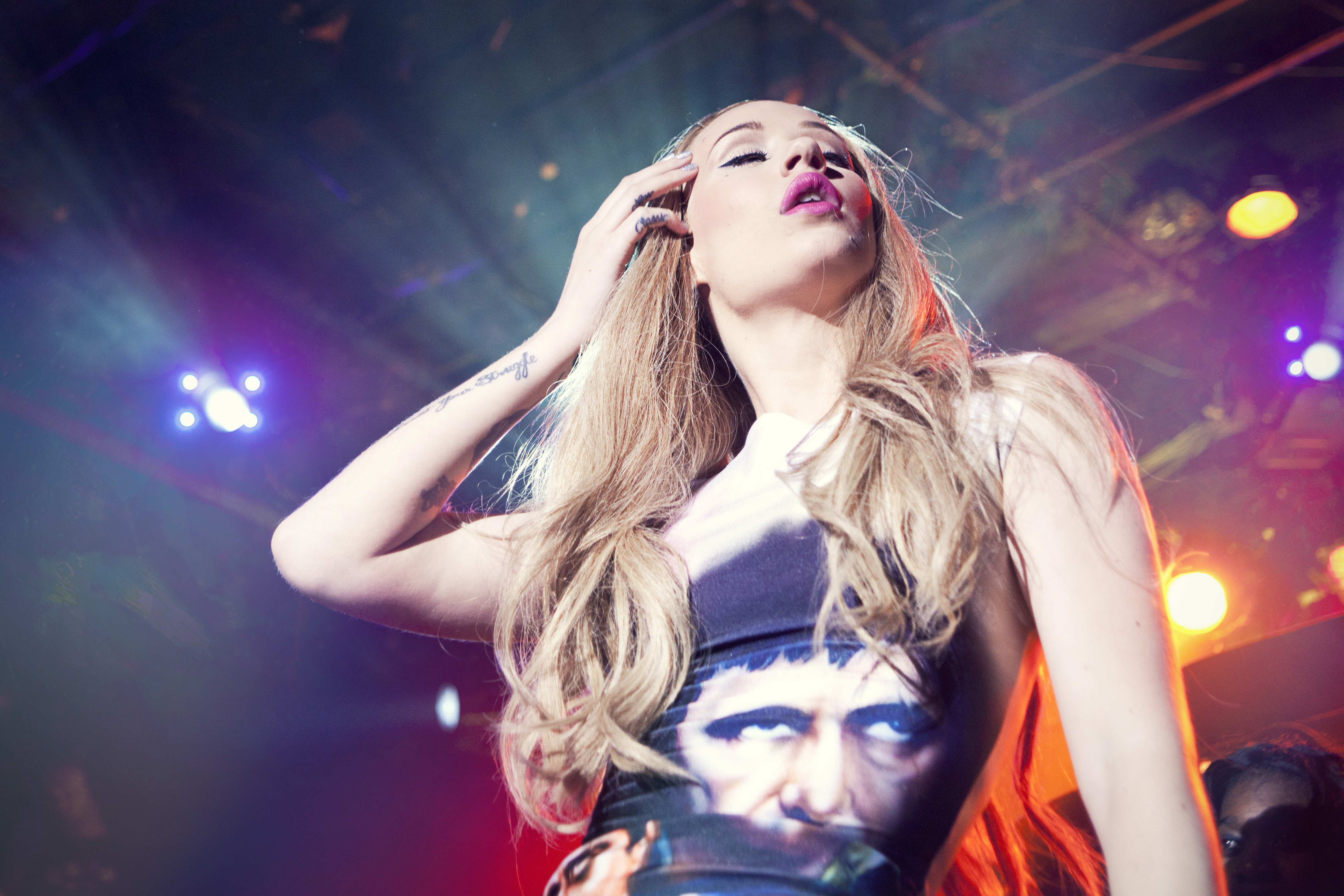
Azalea cantando en la Irving Plaza de Nueva York como parte de su The New Classic Tour (2014).

En febrero de 2014, Azalea lanzó el cuarto sencillo de The New Classic, «Fancy», una colaboración con la cantante Charli XCX. Rápidamente la canción se convirtió en un éxito, al llegar hasta la primera posición en los Estados Unidos, Canadá y Nueva Zelanda, además de lograr el Top 10 en Australia y el Reino Unido. Asimismo, Azalea colaboró en el sencillo «Problem» de la cantante Ariana Grande, el cual también se convirtió en un éxito al alcanzar los diez primeros en distintos países. Tras todos los retrasos, el 21 de abril finalmente se lanzó The New Classic, el cual pudo posicionarse entre los cinco primeros en Australia, Canadá, los Estados Unidos, Nueva Zelanda y el Reino Unido. Concretamente, en los Estados Unidos registró el mejor debut por un álbum de una rapera desde Pink Friday: Roman Reloaded de Nicki Minaj, el cual debutó en el número uno en 2012. Para promocionar el disco en Norteamérica, Azalea se embarcó en su The New Classic Tour, recorrido que visitó distintas ciudades como parte de festivales.
Durante la primera semana de junio, «Fancy» y «Problem» saltaron hasta las posiciones número uno y dos del Billboard Hot 100, respectivamente. Con esto, Azalea se convirtió en la segunda artista en lograr posicionar sus dos primeras entradas en el conteo en los puestos número uno y dos simultáneamente, logro obtenido por The Beatles en 1964. Asimismo, Azalea se unió a un selecto grupo de artistas femeninas que alcanzaron el número uno con su primera entrada al conteo. Tanto «Fancy» y su colaboración en «Problem» de Ariana Grande, recibieron múltiples discos de platino por parte de la RIAA. A mediados del mismo mes, Azalea colaboró con T.I. en la canción «No Mediocre» y más tarde lanzó el quinto sencillo de The New Classic, «Black Widow», con la colaboración de la cantante Rita Ora. Este también contó con una recepción comercial favorable, tras ubicarse en las casillas número tres en los Estados Unidos, cuatro en el Reino Unido, siete en Canadá y nueve en Francia. Igualmente, recibió certificaciones en los Estados Unidos y Reino Unido. Durante el mes de agosto, se llevaron a cabo los Teen Choice Awards, donde Azalea contaba con seis nominaciones, de las cuales ganó dos; mejor artista R&B/hip hop y mejor canción R&B/hip hop por «Fancy». Una semana después de los Teen Choice Awards, Azalea lideró junto a Beyoncé las nominaciones de los MTV Video Music Awards con ocho cada una, de las cuales, cuatro pertenecían a «Fancy» y cuatro a su colaboración en «Problem». En donde la única categoría ganada fue a mejor vídeo pop, el cual recibió Ariana Grande por «Problem».
En septiembre, Azalea colaboró con la cantante Jennifer Lopez en una remezcla de su canción «Booty», en la que originalmente participa el rapero Pitbull. El mismo mes también confirmó que lanzaría una reedición de The New Classic llamada Reclassified que incluiría seis nuevas canciones donde colaborarían cantantes como Ellie Goulding y Charli XCX. Su lanzamiento se dio el 24 de noviembre. El primer sencillo de Reclassified, «Beg For It», había sido lanzado semanas antes y había tenido una recepción favorable, al llegar a los treinta primeros de Australia, Canadá y los Estados Unidos; además de haber sido certificado con disco de oro en este último. Pese a que la canción es una colaboración con Mø, la cantante se negó a volver a cantarla luego del incidente ocurrido en su presentación en Saturday Night Live, donde una falla con su micrófono provocaron que recibiese fuertes críticas; algunos medios mencionar inclusive que dicha presentación fue una de las peores de toda la historia del programa. En los American Music Awards celebrados el mismo mes, Azealea obtuvo seis nominaciones, entre estas artista del año y mejor artista nuevo. Durante la ceremonia, interpretó sola un popurrí de «Fancy» y «Beg For It», y más tarde acompañó a Jennifer Lopez para interpretar «Booty». Esa noche Azalea se alzó con los galardones de mejor artista rap/hip hop y mejor álbum rap/hip hop por The New Classic. El 10 de diciembre, anunció que en el 2015 se embarcaría en su segunda gira, llamada The Great Escape Tour. Tras el rechazo de Mø por seguir trabajando con Azalea luego del incidente de Saturday Night Live, el videoclip de «Beg For It» fue cancelado pese a que una parte del mismo ya había sido grabada. Por ello, al culminar su presentación en el Jingle Bell Ball el 23 de diciembre, Azalea anunció que su colaboración con Jennifer Hudson, «Trouble», sería lanzada como segundo sencillo de Reclassified. Debido a su gran impacto en la industria musical durante el año, Azealea fue incluida entre las australianas más poderosas e influyentes del 2014 por varios medios de su país.
El 8 de enero de 2015, Azalea recibió su primer People's Choice Award como la artista hip hop favorita. Asimismo, obtuvo cuatro nominaciones al Premio Grammy en las categorías de mejor artista nuevo, mejor álbum de rap (The New Classic), grabación del año y mejor interpretación de pop de dúo/grupo («Fancy»), siendo una de las artistas más nominadas del año; aunque no tuvo ninguna victoria. Debido a los diversos problemas con los preparativos y la producción, Azalea y su equipo se vieron obligados a retrasar el inicio de The Great Escape Tour hasta septiembre. Semanas más tarde, confirmó una colaboración llamada «Pretty Girls» con la cantante Britney Spears, que sería lanzada el 4 de mayo. El sencillo consiguió debutar en los cuarenta primeros de Australia, Canadá y los Estados Unidos. Su videoclip, publicado nueve días más tarde, fue codirigido por la rapera, siendo su tercera vez como codirectora, luego de «Black Widow» y «Trouble». El 17 de mayo, Spears y Azalea interpretaron la canción en vivo por primera vez en los Billboard Music Awards. Igualmente, Azalea se alzó con tres galardones de los doce a los que optaba como la mejor artista rap, la más exitosa en términos de streaming y la mejor canción rap por «Fancy». En octubre, la artista reveló que su segundo álbum se titularía Digital Distortion.

### 2016-2019:Survive the SummereIn My Defense
En marzo de 2016, Azalea lanzó su sencillo «Team», que preveía ser el primer sencillo de Digital Distortion. En julio, fundó una productora llamada Azalea Street Productions, la cual crearía contenido para NBC. Debido a problemas con su pareja, el baloncestista Nick Young, Azalea anunció que se retrasaría el lanzamiento de su siguiente álbum, el cual preveía lanzarse en junio. En octubre, se unió como juez del programa The X Factor (Australia) en su octava temporada. En 2017, publicó los sencillos «Mo Bounce» y «Switch» en marzo y mayo, respectivamente. En noviembre, reveló que había firmado un contrato discográfico con Island Records, pero el sello le había prohibido lanzar música por lo menos hasta enero de 2018. En febrero de 2018, publicó su sencillo «Savior» tras un anuncio mostrado durante el Super Bowl LII en colaboración con Monster Cable.
Posteriormente, Azalea reveló que su siguiente álbum ya no se titularía Digital Distortion sino Survive the Summer, y el mismo sería un EP. Este fue lanzado el 3 de agosto de 2018 tras varios retrasos por inconvenientes con Island Records. Poco después del lanzamiento del EP, en noviembre, Azalea anunció su retiro del sello discográfico y que ahora publicaría música de forma independiente. Aunque, días más tarde, firmó un acuerdo con Empire Distribution.
En febrero de 2019, Azalea reveló que su segundo álbum de estudio se titularía In My Defense y que ya estaba terminado. En los meses siguiente, lo promocionó con el lanzamiento de sus sencillos «Sally Walker» y «Started», lanzados en marzo y mayo de ese año, respectivamente. In My Defense fue lanzado oficialmente el 19 de julio de 2019, y alcanzó la posición 50 del Billboard 200 de los Estados Unidos. La artista aseguró en una entrevista con Entertainment Weekly que no estaba segura de si promocionaría el disco con una gira, sino que su lugar se enfocaría en hacer nueva música. En noviembre, lanzó su sencillo «Lola», la cual más tarde incluiría en su siguiente EP titulado Wicked Lips, que fue publicado el 2 de diciembre de 2019.

### 2020-presente:The End of an Era
En agosto de 2020, Azalea publicó como sencillo «Dance Like Nobody's Watching», una colaboración con Tinashe, además de revelar que su siguiente álbum se titularía The End of an Era. Después, en abril de 2021, lanzó como sencillo «Sip It», una colaboración con Tyga. Durante una entrevista con la revista Billboard, Azalea anunció que el lanzamiento de The End of an Era marcaría su retiro de la música y explicó:

He estado sacando varios proyectos en la última década, que es un tiempo considerable para hacer algo profesionalmente. La mayor parte de la gente avanzan incluso un poco con sus carreras o trabajos, pero la mía ha sido lo mismo por once años. Estoy llegando a un punto en el que siento que no hay mucho que pueda seguir ofreciendo en lo que hago, al menos no que me sienta cómoda con el mundo escuchando. Supongo que me gustaría ser recordada como una pionera, ya que experimenté con muchos sonidos, así que recuérdenme como alguien que no tuvo miedo de probar cosas nuevas y experimentar, alguien que trajo diversión, cosas absurdas y escapismo al mundo. Todo lo que siempre quise fue crear un universo para algunos niños en casa y ayudarlos a imaginarse a sí mismos en el mundo de mis vídeos. Ese es el legado que quiero para mí.

The End of an Era fue publicado oficialmente el 13 de agosto. Azalea anunció que se embarcaría en una gira con Pitbull, donde sería telonera y visitarían varias ciudades de Norteamérica entre agosto y octubre de 2021.

## Estilo musical y vida personal
El rap de Azalea se caracteriza por tener una pronunciación nativa de los estados del sureste de los Estados Unidos. Al vivir cinco años entre Miami y Atlanta, Azalea se inspiró en los estilos urbanos de esa región. En su álbum The New Classic hay una mezcla de diversos géneros como el rap, el R&B y el pop. Sus canciones además presentan ritmos influenciados por el EDM, el trap, el rap alternativo y el underground hip hop. Durante una entrevista, Azalea citó a la rapera estadounidense Missy Elliott como principal influencia, así como también al rapero Tupac Shakur, quien con su canción «Baby Don't Cry (Keep Ya Head Up II)» llamó la atención de Azalea al mundo del hip hop. Igualmente, aseguró que cuando pequeña, siempre tuvo el sueño de ser «la Eminem femenina». En una entrevista con Billboard, citó a la cantante Madonna como su mayor influencia para sus presentaciones en vivo, además de mencionar The Confessions Tour como su gira favorita. Fuera de la música, su forma de vestir se ha visto influenciada por artistas como Grace Kelly, Lil' Kim, Gwen Stefani, las Spice Girls, Victoria Beckham y Fran Drescher.
Antes de saltar a la fama, Azalea mantuvo una relación con Hefe Wine, con quien aparentemente grabó un vídeo sexual. Después, entre el 2011 y 2012, Azalea mantuvo una relación con el también rapero ASAP Rocky, a quien conoció gracias a Chase N. Cashe. Durante este tiempo, Azalea se tatuó el nombre del primer mixtape de ASAP, Live. Love. ASAP, en sus nudillos. En julio de 2012, se confirmó que ya no estaban saliendo, y que Azalea eliminó el nombre «ASAP» de su tatuaje. Posteriormente, en noviembre de 2013, dio inicio una relación con el jugador de baloncesto Nick Young, con quien residió en Tarzana, California hasta su separación en 2016. Por otra parte, Azalea ha mostrado ser amiga cercana de celebridades como T.I., Rita Ora, Katy Perry, Ariana Grande, Lil' Kim y Robin Thicke.
Acerca de su orientación sexual, pese a los rumores de que Azalea es homosexual, ella misma declaró en una entrevista que apoya y se lleva muy bien con la gente homosexual, pero que es completamente heterosexual. Asimismo, comentó que le parece «ridículo» cuando un cantante que es realmente heterosexual simula ser bicurioso para llamar la atención. En enero de 2015, Azalea fue diagnosticada con disfunción temporomandibular, trastorno que genera alteraciones en las articulaciones temporomandibulares. Al respecto, expresó vía Twitter que trataría de cuidarse a sí misma mientras esto no afectase su carrera. Por otra parte, Azalea confirmó en junio de 2020 que había dado a luz a su primer hijo.

## Discografía
Álbumes de estudio
- 2014: The New Classic
- 2019: In My Defense
- 2021: The End of an Era

## Filmografía
| Año(s) | Título    | Personaje  | Notas |
| ------ | --------- | ---------- | ----- |
| 2015   | Furious 7 | Ella misma | Cameo |

## Premios y nominaciones
Desde su salto a la fama en 2013, Azalea ha sido reconocida en varias ocasiones con nominaciones y galardones de distintas premiaciones. Ha sido ganadora en los ARIA Music Awards y los People's Choice Awards en una ocasión y en los American Music Awards y los Teen Choice Awards en dos ocasiones. Asimismo, gracias a su éxito en las listas de Billboard en el 2014, la revista la reconoció con el premio especial de líder de las listas. Pese a haber sido nominada en cinco ocasiones tanto en los MTV Video Music Awards como en los MTV Europe Music Awards, Azalea jamás se ha hecho con alguno de estos premios. Por otra parte, recibió cuatro nominaciones para los Premios Grammy. A continuación, una lista con sus premios y nominaciones:
| Año  | Premiación                      | Trabajo nominado | Categoría                                  | Resultado | Ref.           |
| ---- | ------------------------------- | ---------------- | ------------------------------------------ | --------- | -------------- |
| 2013 | MTV Video Music Awards          | «Work»           | Artista a mirar                            | Nominada  | [ 39 ]         |
| 2013 | MTV Europe Music Awards         | Iggy Azalea      | Mejor artista push                         | Nominada  | [ 9 ]          |
| 2013 | MTV Europe Music Awards         | Iggy Azalea      | Mejor artista australiano                  | Nominada  | [ 9 ]          |
| 2013 | MOBO Awards                     | Iggy Azalea      | Mejor artista internacional                | Nominada  | [ 88 ]         |
| 2014 | American Music Awards           | Iggy Azalea      | Artista del año                            | Nominada  | [ 6 ]          |
| 2014 | American Music Awards           | Iggy Azalea      | Mejor artista nuevo                        | Nominada  | [ 6 ]          |
| 2014 | American Music Awards           | Iggy Azalea      | Mejor artista femenina de pop/rock         | Nominada  | [ 6 ]          |
| 2014 | American Music Awards           | Iggy Azalea      | Mejor artista de rap/hip hop               | Ganadora  | [ 6 ]          |
| 2014 | American Music Awards           | «Fancy»          | Sencillo del año                           | Nominada  | [ 6 ]          |
| 2014 | American Music Awards           | The New Classic  | Mejor álbum de rap/hip hop                 | Ganadora  | [ 6 ]          |
| 2014 | ARIA Music Awards               | Iggy Azalea      | Mejor artista femenina                     | Nominada  | [ 86 ]         |
| 2014 | ARIA Music Awards               | «Fancy»          | Canción del año                            | Nominada  | [ 86 ]         |
| 2014 | ARIA Music Awards               | The New Classic  | Mejor lanzamiento de un artista revelación | Ganadora  | [ 86 ]         |
| 2014 | ARIA Music Awards               | The New Classic  | Mejor álbum urbano                         | Nominada  | [ 86 ]         |
| 2014 | BET Awards                      | Iggy Azalea      | Mejor artista femenina hip hop             | Nominada  | [ 89 ]         |
| 2014 | BET Hip Hop Awards              | Iggy Azalea      | Artista revelación                         | Ganadora  | [ 90 ]         |
| 2014 | BET Hip Hop Awards              | «Fancy»          | Mejor vídeo hip hop                        | Nominada  | [ 90 ]         |
| 2014 | BET Hip Hop Awards              | «Fancy»          | Premio a la elección pública               | Nominada  | [ 90 ]         |
| 2014 | Billboard Women in Music Awards | Iggy Azalea      | Líder de las listas                        | Ganadora  | [ 87 ]         |
| 2014 | MTV Europe Music Awards         | Iggy Azalea      | Mejor artista hip hop                      | Nominada  | [ 9 ]          |
| 2014 | MTV Europe Music Awards         | Iggy Azalea      | Mejor look                                 | Nominada  | [ 9 ]          |
| 2014 | MTV Europe Music Awards         | «Black Widow»    | Mejor vídeo                                | Nominada  | [ 9 ]          |
| 2014 | MTV Video Music Awards          | «Fancy»          | Vídeo del año                              | Nominada  | [ 8 ]          |
| 2014 | MTV Video Music Awards          | «Fancy»          | Mejor vídeo femenino                       | Nominada  | [ 8 ]          |
| 2014 | MTV Video Music Awards          | «Fancy»          | Mejor vídeo pop                            | Nominada  | [ 8 ]          |
| 2014 | MTV Video Music Awards          | «Fancy»          | Mejor dirección artística                  | Nominada  | [ 8 ]          |
| 2014 | MOBO Awards                     | Iggy Azalea      | Mejor artista internacional                | Nominada  | [ 91 ]         |
| 2014 | NewNowNext Awards               | Iggy Azalea      | Mejor artista femenina                     | Nominada  | [ 92 ]         |
| 2014 | Teen Choice Awards              | Iggy Azalea      | Mejor artista R&B/hip hop                  | Ganadora  | [ 7 ]          |
| 2014 | Teen Choice Awards              | Iggy Azalea      | Ícono de la moda                           | Nominada  | [ 7 ]          |
| 2014 | Teen Choice Awards              | Iggy Azalea      | Mejor artista femenina del verano          | Nominada  | [ 7 ]          |
| 2014 | Teen Choice Awards              | «Fancy»          | Canción del verano                         | Nominada  | [ 7 ]          |
| 2014 | Teen Choice Awards              | «Fancy»          | Mejor canción R&B/hip hop                  | Ganadora  | [ 7 ]          |
| 2014 | Teen Choice Awards              | «Fancy»          | Mejor sencillo de una artista femenina     | Nominada  | [ 7 ]          |
| 2014 | VEVO Certified                  | «Fancy»          | 100 millones de visitas                    | Ganadora  | [ 93 ]         |
| 2014 | VEVO Certified                  | «Work»           | 100 millones de visitas                    | Ganadora  | [ 93 ]         |
| 2014 | VEVO Certified                  | «Black Widow»    | 100 millones de visitas                    | Ganadora  | [ 94 ]         |
| 2015 | Premios Grammy                  | «Fancy»          | Grabación del año                          | Nominada  | [ 56 ]         |
| 2015 | Premios Grammy                  | «Fancy»          | Mejor interpretación de pop de dúo/grupo   | Nominada  | [ 56 ]         |
| 2015 | Premios Grammy                  | The New Classic  | Mejor álbum de rap                         | Nominada  | [ 56 ]         |
| 2015 | Premios Grammy                  | Iggy Azalea      | Mejor artista nuevo                        | Nominada  | [ 56 ]         |
| 2015 | BET Awards                      | Iggy Azalea      | Mejor artista femenina hip hop             | Nominada  | [ 95 ]         |
| 2015 | Billboard Music Awards          | Iggy Azalea      | Top artista nuevo                          | Nominada  | [ 96 ] [ 61 ]  |
| 2015 | Billboard Music Awards          | Iggy Azalea      | Top artista femenina                       | Nominada  | [ 96 ] [ 61 ]  |
| 2015 | Billboard Music Awards          | Iggy Azalea      | Top artista Hot 100                        | Nominada  | [ 96 ] [ 61 ]  |
| 2015 | Billboard Music Awards          | Iggy Azalea      | Top artista Digital Songs                  | Nominada  | [ 96 ] [ 61 ]  |
| 2015 | Billboard Music Awards          | Iggy Azalea      | Top artista streaming                      | Ganadora  | [ 96 ] [ 61 ]  |
| 2015 | Billboard Music Awards          | Iggy Azalea      | Top artista rap                            | Ganadora  | [ 96 ] [ 61 ]  |
| 2015 | Billboard Music Awards          | Iggy Azalea      | Reconocimiento especial                    | Nominada  | [ 96 ] [ 61 ]  |
| 2015 | Billboard Music Awards          | The New Classic  | Top álbum rap                              | Nominada  | [ 96 ] [ 61 ]  |
| 2015 | Billboard Music Awards          | «Fancy»          | Top canción Hot 100                        | Nominada  | [ 96 ] [ 61 ]  |
| 2015 | Billboard Music Awards          | «Fancy»          | Top canción streaming (audio)              | Nominada  | [ 96 ] [ 61 ]  |
| 2015 | Billboard Music Awards          | «Fancy»          | Top canción rap                            | Ganadora  | [ 96 ] [ 61 ]  |
| 2015 | Billboard Music Awards          | «Black Widow»    | Top canción rap                            | Nominada  | [ 96 ] [ 61 ]  |
| 2015 | iHeartRadio Music Awards        | Iggy Azalea      | Artista del año                            | Nominada  | [ 97 ]         |
| 2015 | iHeartRadio Music Awards        | Iggy Azalea      | Mejor artista nuevo                        | Nominada  | [ 97 ]         |
| 2015 | iHeartRadio Music Awards        | Iggy Azalea      | Artista renegado                           | Nominada  | [ 97 ]         |
| 2015 | iHeartRadio Music Awards        | «Fancy»          | Mejor colaboración                         | Nominada  | [ 97 ]         |
| 2015 | Kids Choice Awards              | «Fancy»          | Canción favorita                           | Nominada  | [ 98 ]         |
| 2015 | People's Choice Awards          | Iggy Azalea      | Artista femenina favorita                  | Nominada  | [ 55 ]         |
| 2015 | People's Choice Awards          | Iggy Azalea      | Artista hip hop favorita                   | Ganadora  | [ 55 ]         |
| 2015 | Teen Choice Awards              | Iggy Azalea      | Mejor artista femenina                     | Nominada  | [ 99 ] [ 100 ] |
| 2015 | Teen Choice Awards              | Iggy Azalea      | Mejor artista R&B/hip hop                  | Nominada  | [ 99 ] [ 100 ] |
| 2015 | Teen Choice Awards              | «Pretty Girls»   | Mejor canción de una artista femenina      | Nominada  | [ 99 ] [ 100 ] |
| 2015 | Teen Choice Awards              | «Pretty Girls»   | Mejor colaboración                         | Nominada  | [ 99 ] [ 100 ] |

## Giras
- The New Classic Tour (2014)
- Bad Girls Tour (2018)